# Orito (ort)
Orito är en ort i Colombia.   Den ligger i departementet Putumayo, i den sydvästra delen av landet, 500 km sydväst om huvudstaden Bogotá. Orito ligger 341 meter över havet och antalet invånare är 13 708.
Terrängen runt Orito är platt åt sydost, men åt nordväst är den kuperad. Runt Orito är det ganska glesbefolkat, med 26 invånare per kvadratkilometer. Omgivningarna runt Orito är en mosaik av jordbruksmark och naturlig växtlighet.